# Staatsuniversiteit van Tbilisi

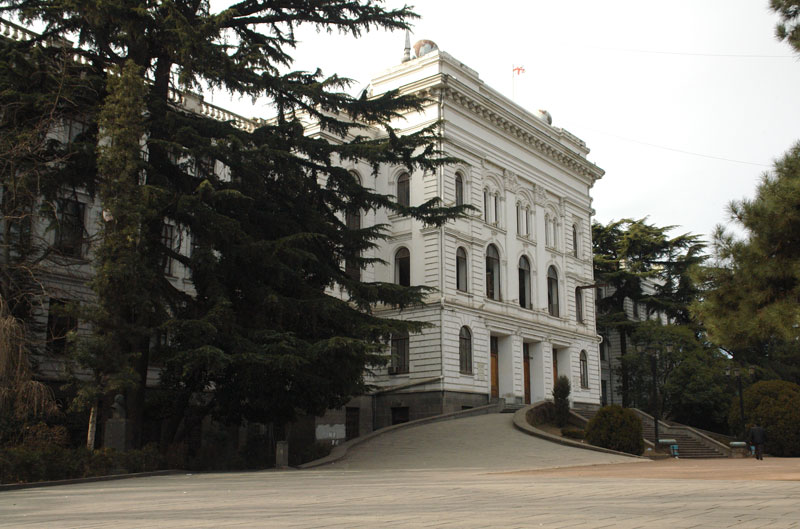
Het hoofdgebouw van de TSOe

De Staatsuniversiteit van Tbilisi (voluit: Ivane  Dzjavachisjvili-staatsuniversiteit van Tbilisi, Georgisch: თბილისის ივანე ჯავახიშვილის სახელობის სახელმწიფო უნივერსიტეტი - თსუ, Tbilisis Ivane Dzjavachisjvilis Sachelobis Sachelmzipo Oeniversiteti - TSOe) is de voornaamste universiteit van Georgië en de oudste universiteit in de Kaukasus. De instelling werd op 26 januari 1918 opgericht, kort voordat Georgië zich losmaakte van Rusland. De oprichter was de historicus Ivane Dzjavachisjvili, naar wie de universiteit in 1989 werd genoemd. De eerste rector was Petre Melikisjvili.
De universiteit telt zes faculteiten: geneeskunde, rechten, geesteswetenschappen, exacte en natuurwetenschappen, economie en bedrijfskunde en sociale en politieke wetenschappen. In verschillende Georgische steden bestaan dependances.
Tot de publicaties van de universiteit behoren de Proceedings of Tbilisi State University, die sinds 1919 verschijnen.
Eredoctoren van de TSOe zijn onder anderen de Georgische oud-president Edoeard Sjevardnadze en de Iraanse oud-president Akbar Hashemi Rafsanjani.
Het hoofdgebouw van de universiteit staat afgebeeld op het biljet van vijf Georgische lari.